# Mercenaires de la république des Deux Nations

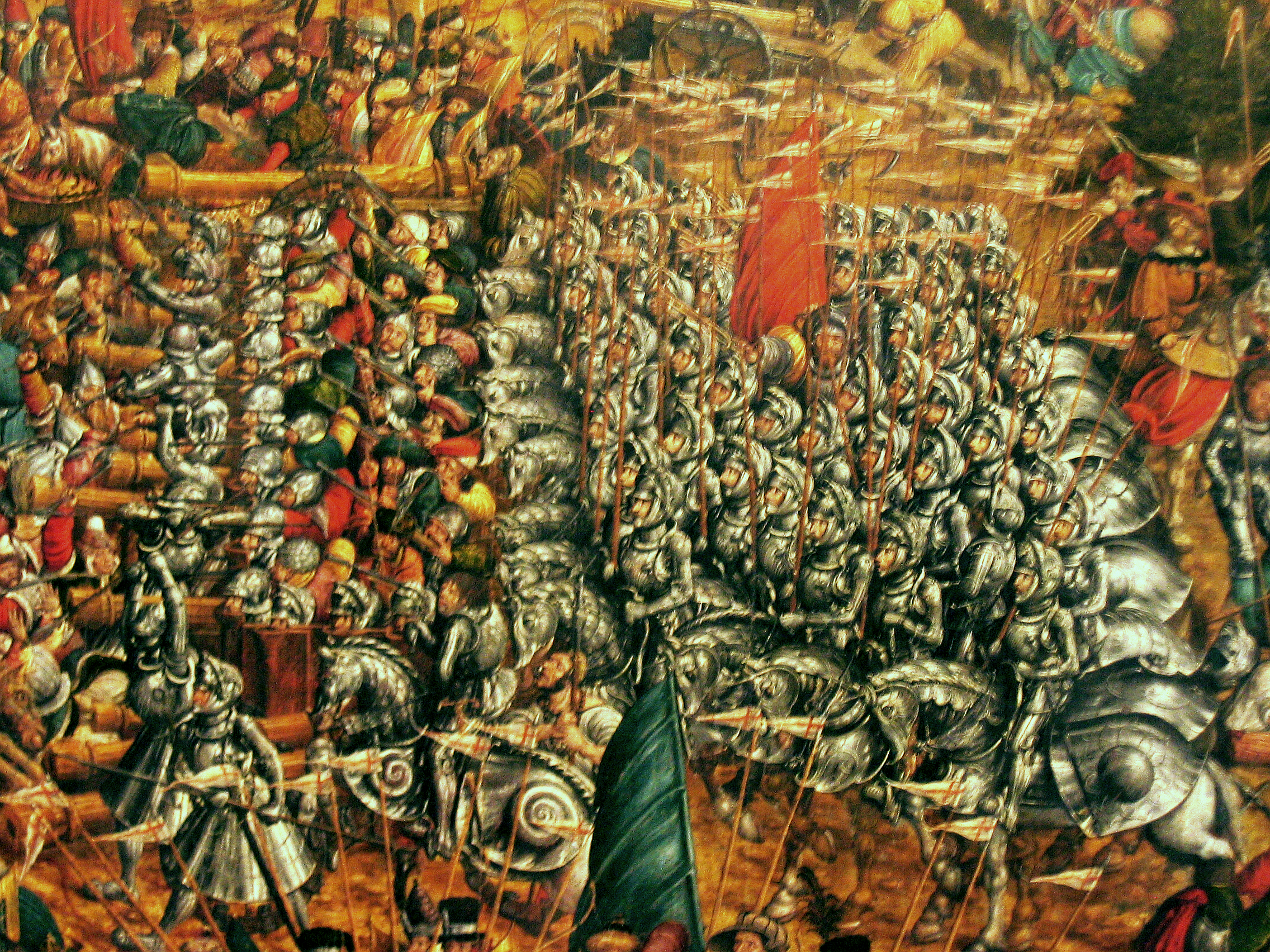
Cavalerie mercenaire polonaise pendant la bataille d'Orsza (1514)

Les Armées mercenaires de la république des Deux Nations — en polonais Wojsko zaciężne — étaient des unités militaires professionnelles à la solde de la Pologne-Lituanie depuis la fin du XVe siècle, recrutées par les capitaines royaux sur la base de ce qu'on appelle des « lettres de paraboles ». 

## Description et historique
Les troupes mercenaires étaient combattaient avec des bardiches, des haches, des hallebardes et des épées à deux mains. Leur équipement de protection comprenait un casque ouvert ou de type bassinet, une cotte de mailles et une armure de plaques. Ces unités étaient généralement bien entraînées et disciplinées.
Le nombre des mercenaires recrutés dépendait du montant des impôts adoptés à cet effet par le Sejm ; ils n'étaient donc appelés qu'en cas de guerre ou de menace réelle pour les frontières de l'État. En 1562, l'armée du quart fut créée — il s'agissait de la première formation permanente de troupes mercenaires, financée par le trésor de la république de Pologne-Lituanie. Le commandement des troupes mercenaires était entre les mains des hetmans.
À cette époque, ce qu'on appelle armée de district (wojsko powiatowe), recrutée par les assemblées locales, remplissant la fonction de défense territoriale. En 1633, la division des troupes mercenaires en troupes étrangères et troupes nationales fut introduite. Jusqu'alors, les troupes mercenaires étaient recrutées uniquement parmi les habitants de la république de Pologne.

### Sources
- (pl) Cet article est partiellement ou en totalité issu de l’article de Wikipédia en polonais intitulé « Wojsko zaciężne » (voir la liste des auteurs).